# فيليب ساندلر
فيليب ساندلر (بالهولندية: Philippe Sandler)‏ (10 فبراير 1997 بأمستردام في هولندا - ) هو لاعب كرة قدم هولندي في مركز الدفاع. لعب مع بي إي سي زفوله ومانشستر سيتي.

## روابط خارجية
- فيليب ساندلر على موقع الاتحاد الأوربي (الإنجليزية)
- فيليب ساندلر على موقع قاعدة بيانات كرة القدم.إي يو (الإنجليزية)
- فيليب ساندلر على موقع ليكيب (الفرنسية)
- فيليب ساندلر على موقع Soccerbase.com (لاعب) (الإنجليزية)
- فيليب ساندلر على موقع Soccerway.com (الإنجليزية)
- فيليب ساندلر على موقع عالم كرة القدم.نت (الإنجليزية)
- فيليب ساندلر على موقع كووورة